# Galium rubrum
Galium rubrum är en måreväxtart som beskrevs av Carl von Linné. Galium rubrum ingår i släktet måror, och familjen måreväxter. Inga underarter finns listade i Catalogue of Life.